# Coralie (estágio de foguete)

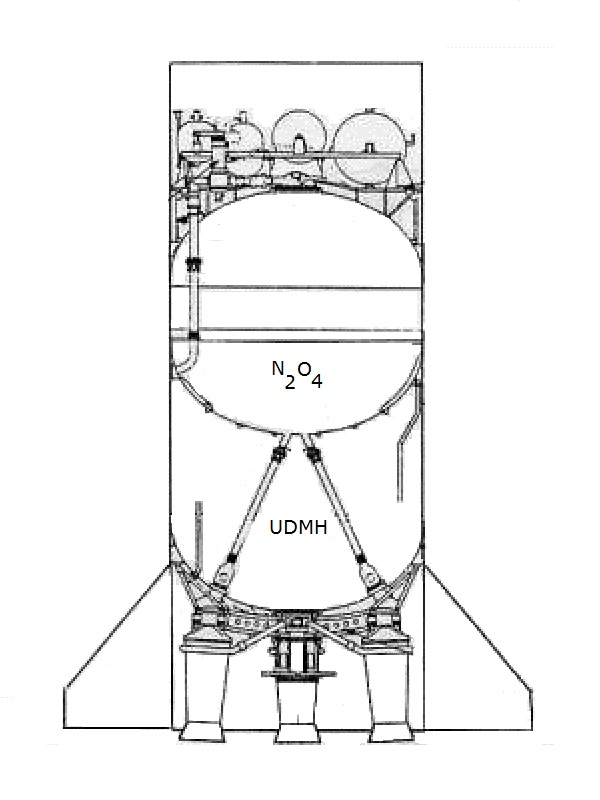
Diagrama de um estágio de foguete Coralie.

Coralie, é um estágio superior de foguete de origem Francesa, movido a combustíveis líquidos: N2O4 
e UDMH, projetado e construído na segunda metade da década de 60. Foi usado primeiramente no foguete Cora 
que fazia parte do programa ELDO (European Launcher Development Organization). A versão final desse modelo, tinha 5,5 m de altura, 2 m de diâmetro e pesava 
12 toneladas (9,85 de combustível). O seu motor, com quatro camaras de combustão, desenvolviam 268 kN de empuxo no vácuo.